# Villem Reiman

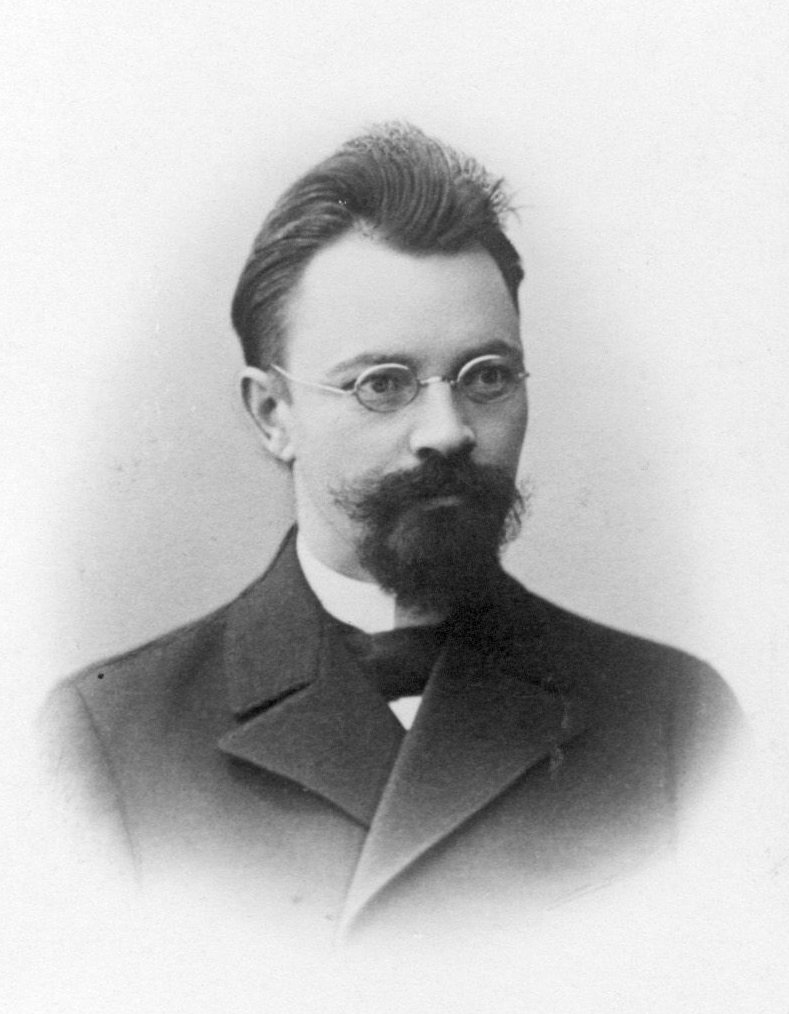
Villem Reiman

Villem Reiman (* 25. Februarjul. / 9. März 1861greg. in Karola, Kreis Fellin; † 12. Maijul. / 25. Mai 1917greg. in Kolga-Jaani) war ein estnischer Geistlicher sowie Kultur- und Literaturhistoriker.

## Ausbildung und beruflicher Werdegang
Reiman ging in Fellin von 1872 bis 1878 zur Schule und wechselte danach auf das Gymnasium in Pärnu. Nach dem dortigen Abitur (1882) studierte er von 1882 bis 1887 an der Kaiserlichen Universität Dorpat Theologie. Als der seit 1870 bestehende Verein Studierender Esten 1883 offiziell legalisiert wurde, gehörte Reiman zu den führenden Personen der Studentenverbindung. Nach dem Kandidatenexamen verbrachte er ein Probejahr bei Jakob Hurt in Sankt Petersburg. 1890 erhielt er eine Pfarrstelle in Kolga-Jaani, die er bis zu seinem Tode innehatte.

## Kulturhistorische Aktivitäten
Neben seiner Tätigkeit als Gemeindepfarrer blieb Reiman Raum für vielfältige Aktivitäten, die sich auf den publizistischen, wissenschaftlichen und gesellschaftlichen Bereich erstreckten. Symbolisch für sein gesellschaftspolitisches und organisatorisches Engagement mag der Tatbestand sein, dass er sowohl 1894 der Auflösungsversammlung der Estnischen Literärischen Gesellschaft als auch 1907 der Gründungsversammlung der Estnischen Literaturgesellschaft, bei der er federführend wurde, vorsaß. Derlei nationalpolitische Aktivitäten führten indes auch dazu, dass er mehrfach ins Visier der Behörden geriet und in der Phase der Russifizierung sogar teilweise unter Hausarrest stand.
In wissenschaftlicher Hinsicht war Villem Reiman einer der ersten, der das Augenmerk auf das ältere estnische Schrifttum richtete. Er verfasste eine Geschichte der estnischen Bibelübersetzung (1889, ²1890) und sorgte für Editionen wichtiger Texte des 17. Jahrhunderts (Georg Müller, Joachim Rossihnius). Außerdem schrieb er Biographien von früheren Autoren, wirkte als Herausgeber von Buchreihen und Kalendern meldete sich regelmäßig in der Presse zu Wort. Neben den erwähnten Gesellschaften beteiligte er sich auch an der Tätigkeit der Gelehrten Estnischen Gesellschaft und war in der Abstinenzbewegung aktiv.
1900 edierte er Ferdinand Löwes deutsche Neuübersetzung des estnischen Epos Kalevipoeg von Friedrich Reinhold Kreutzwald und verfasste eine ausführliche Einleitung dazu. 1901 war Reiman der erste, der den zu Lebzeiten unbekannten und mittlerweile völlig vergessenen estnischen Dichter Kristian Jaak Peterson dem Vergessen entriss, wenngleich er seine Dichtung missbilligte. Aber bald danach wurde Peterson von anderen wiederentdeckt und literarisch gewürdigt.

## Publikationen
- Eesti Piibli ümberpanemise lugu: Meie Piibli 150-aastase juubeli mälestuseks. Tartu: s.n. 1889. 124 S.
- Neununddreißig Estnische Predigten von Georg Müller aus den Jahren 1600–1606. Mit einem Vorwort von Wilhelm Reiman, Pastor zu Klein St. Johannis, herausgegeben von der Gelehrten Estnischen Gesellschaft bei der Universität Dorpat. Dorpat 1891. 341 S. (Verhandlungen der Gelehrten Estnischen Gesellschaft 15), Digitalisat
- Eduard Ahrens. Jurjew: s.n. 1894. 23 S.
- Eesti kodu. Jurjew: K.A. Hermann 1894. 24 S.
- Kuidas priius meile tuli. Tartu: Eesti Üliõpilaste Selts 1895. 29 S.
- Joachim Rossihnius. Südestnische Uebersetzung des Lutherischen Katechismus, der Sonntags-Evangelien und -Episteln und der Leidensgeschichte Jesu nebst einem Anhang in das Südestnische übersetzter Kirchenlieder und Stücke der Agende mit einer Einleitung. Dorpat 1898. 273 S. (Verhandlungen der Gelehrten Estnischen Gesellschaft 19)
- Kalewipoeg. Aus dem Estnischen übertragen von F. Löwe. Mit einer Einleitung und mit Anmerkungen herausgegeben von W. Reiman. Reval: Franz Kluge 1900. 343 S.
- Kivid ja killud. Tartu: Postimees 1907. 172 S.
- Jaan Adamson Tartu: Postimees 1913. 89 S.
- Mis meist saab? Koostanud ja eessõna: Hando Runnel. Tartu: Ilmamaa 2008. 512 S. (Eesti mõttelugu 80)